# Mahanta leworthyi
Mahanta leworthyi is een vlinder uit de familie slakrupsvlinders (Limacodidae). De wetenschappelijke naam van de soort is voor het eerst geldig gepubliceerd in 1986 door Jeremy Daniel Holloway.

## Type
- holotype: "male"
- instituut: BMNH, Londen, Engeland
- typelocatie: "Brunei, 1618 m, Bukit Retak, montane forest"